# De rillende rots
 De rillende rots is een stripverhaal uit de reeks van Suske en Wiske. Het is geschreven door Peter Van Gucht en getekend door Luc Morjaeu. De eerste albumuitgave was op 17 februari 2010.

## Personages
In het album spelen de volgende personages mee:
- Suske, Wiske, tante Sidonia, Jerom, Lambik, professor Barabas, Malfix (stamhoofd van de Malfixiërs) en zijn vrouw Matronix, Beatrix, Houdinius[1] (tovenaar-priester / hogepriester), Mappix (dorpsgids), Joystix, Alzheimerix[2], Trappistix[3], druïde Lunatix[4], Romeinen, Centurio Taxus Baremus Maximus[5], soldaat Hibicus[6], archeologen.

## Locaties
Dit verhaal speelt zich af op de volgende locaties:
- België, de Ardennen, vallei, archeologische site, chalet, dorp, de tempel, grot, onderaards gangenstelsel.

## Uitvindingen
In dit verhaal speelt de volgende uitvinding een rol:
- de teletijdmachine

## Het verhaal
In de Ardennen arriveert hoofdman Malfix met zijn dochter bij de tovenaar-priester op de rillende rots. De economie in zijn dorp is slecht en de Romeinen zullen komen om belasting te innen. Mensen die niet kunnen betalen, worden meegenomen als slaaf. De tovenaar-priester laat mythische voorwerpen zien, ook de legendarische hoorn des overvloeds van de godin Fortuna is aanwezig in zijn tempel. In ruil voor deze hoorn wil de tovenaar-priester de dochter van de hoofdman offeren aan de goden. Hij verwacht extra toverkracht van de goden te ontvangen als hij haar offert. De hoofdman weigert en vertrekt met zijn dochter Beatrix.
Tweeduizend jaar later gaan Suske en Wiske paragliden, de andere vrienden begeven zich op een archeologische site in de vallei. Professor Barabas onderzoekt een Gallische nederzetting en vindt een Romeinse helm. Wiske komt in een thermiekbel in een onweerswolk terecht en Suske ziet hoe zij in een flits verdwijnt en hij waarschuwt de vrienden. Professor Barabas vraagt zijn Waalse collega's om haar te zoeken en wil zich terugtrekken uit het onderzoek. Suske ziet tot zijn grote verbazing dat de Romeinse helm, die net is gevonden, de helm van Wiske is. In het rijdende laboratorium wordt de helm onderzocht. Professor Barabas vertelt dat een militair schip in 1943 spoorloos verdween tijdens project Rainbow (een experiment met magnetische velden). Hij denkt dat de elektriciteit van de bliksemflits Wiske naar het verleden heeft gezonden.
Malfix vindt Wiske in het bos, ze lijkt als twee druppels water op zijn dochter. Hij stuurt Beatrix het bos in en gaat terug naar Wiske. De vrienden zien Wiske op het scherm van de teletijdmachine. Ze is bewusteloos en het is daarom te gevaarlijk om door de tijd te reizen. Suske flitst zich naar het verleden en hij beschermt Wiske. Ook Lambik en Jerom komen in het verleden aan en Malfix nodigt ze uit in zijn dorp, dat aan de heirbaan gelegen is. Wiske heeft een hersenschudding en wordt in het dorp verzorgd. Mappix geeft een rondleiding door het dorp en vertelt dat de woningmarkt is ingestort. De financiële sector staat op de rand van de afgrond en veel dorpelingen zijn werkloos. Tijdens de rondleiding wordt de dochter van de hoofdman in het bed gelegd, Wiske wordt in een andere hut verstopt.
Lambik is achtergebleven bij Trappistix, maar heeft geen epsilon-munten en moet de drinkbekers afwassen in de beek. Hij struikelt en verbergt de kapotte bekers in een kuil, waarna hij zichzelf met een stok neerslaat. Malfix brengt de bewusteloze Wiske 's nachts naar de tempel en ontvangt de hoorn des overvloed. Houdinius is van plan haar met volle maan te offeren. De volgende dag komen Romeinse soldaten in het dorp, ze willen de mannen meenemen naar Italië om als slaaf in de steengroeve te werken. Jerom is sterker, maar de Romeinen krijgen Suske in handen. Malfix komt met een ton vol goud en krijgt nog 24 uur van de Romeinen om de restschuld te betalen. 
De vrienden vragen zich af waar het goud opeens vandaan gekomen is. Beatrix wil dat haar vader Wiske terug zal brengen naar het dorp, maar hij weigert en zegt dat ze stil moet zijn. De vrienden zijn blij dat Wiske wakker is en willen haar mee naar huis nemen, maar Malfix zegt dat Lunatix haar verzorgen kan. Lunatix onderzoekt Wiske en voert een ritueel uit waarmee hij in de toekomst kan kijken. Hij gebruikt bloemen en vuur en leest de stand van de sterren. Hij vertelt dat het meisje doet alsof ze ziek is en Malfix stuurt de druïde weg. De hoofdman wil nog een afscheidsfeest houden om te voorkomen dat de vrienden vertrekken. Suske ontdekt tijdens het feest dat het bed van Wiske leeg is. De echte Wiske wordt wakker in de tempel en hoort dat ze de volgende nacht geofferd zal worden. Ze vertelt dat ze niet Beatrix heet, maar de tovenaar gelooft haar niet. 
De vrienden zoeken de hele nacht en zullen niet vertrekken voor Wiske gevonden is. Malfix gaat naar zijn dochter en neemt het haarlint van Wiske mee. Hij vertelt de vrienden dat Wiske is opgegeten door een beer, maar ze besluiten haar toch te zoeken. Suske ziet dan hoe Malfix zijn wagen vol keien laadt en wordt weggestuurd van deze heilige gronden. Hij verstopt zich in het bos en ziet hoe Malfix een grot betreedt. Malfix stopt de keien in de hoorn des overvloeds en ze komen als goud weer tevoorschijn. Wiske kan de tovenaar met een beeld van Cupido neerslaan en ontsnapt uit de tempel. De rots begint te rillen en ze wordt door wortels tegengehouden, waarna de tovenaar haar toch weer in handen krijgt.
Suske ontmoet Beatrix en hoort over de hoorn en de verwisseling met Wiske. De Romeinen komen in de grot en ze volgen de kinderen door de gangen. Beatrix stuurt Suske naar de tempel en lokt de Romeinen mee. Suske ziet hoe de tovenaar Wiske bedreigt met het zwaard van Gilletus. Houdinius wil voorkomen dat Suske op zijn heiligdom komt en vertelt dat alleen vogels de tempel kunnen bereiken. Suske laat de hoorn achter en zoekt naar het glijscherm van Wiske. Beatrix vindt de hoorn en vertelt Jerom en Lambik het ware verhaal. Malfix betuigt spijt en vertelt dat zijn dochter de waarheid vertelt. De Romeinen komen in het dorp, maar Jerom kan ze verslaan met elegant geweld. Er arriveren andere Romeinse patrouilles en ze dreigen het dorp in brand te steken. 
Suske voorkomt dat Wiske wordt geofferd en ontsnapt met haar van de rillende rots. Houdinius schiet een brandende pijl op het glijscherm en de kinderen vallen uit de lucht. Ze komen goed terecht en Suske stuurt Wiske naar het dorp, omdat ze nog altijd te zwak is om te vechten. Houdinius gebruikt een toverspreuk en rotsachtige wezens rukken zich los uit de grond, waarna ze het dorp aanvallen. Wiske ontmoet Beatrix en de meisjes worden door Taxus en een soldaat gevonden. Beatrix legt uit hoe de hoorn werkt, waarna de Romeinen stenen zoeken. Wiske blaast dan op de hoorn, waarna het rotsblok uiteen spat. De meisjes nemen de hoorn mee naar het strijdperk en Beatrix blaast uit volle kracht, waarna de rotsmonsters verbrijzelen. 
De tovenaar wil een vloek uitspreken en verzamelt al zijn toverkracht. De toverspreuk werkt niet en Malfix vertelt dat de toverkracht is afgenomen, omdat er geen offer aan de goden is gebracht. De tovenaar verlaat het gebied en besluit in de politiek in Rome te gaan werken, daar hoeft hij alleen te doen alsof. Malfix biedt zijn excuses aan en vertelt dat hij alleen zijn dorp wilde redden. Hij heeft de hoorn aan de Romeinen geschonken en het dorp is voor eeuwig belastingvrij verklaard. Het geld maakt de Romeinen niet gelukkig, ze strijden door. De vrienden worden naar hun eigen tijd geflitst en professor Barabas wordt op een put vol potscherven gewezen. Lambik herkent deze scherven en verlaat de archeologische site.

## Achtergronden bij het verhaal
- Zie ook het Romeinse Rijk, Romeinse mythologie, Romeinse religie, Romeinen in België en Romeinen in Nederland.
- Lambik draagt zijn bolhoed, in het verleden krijgt hij hier vleugeltjes aan bevestigd.
- Lambik en Jerom dragen de kleding van Asterix en Obelix, evenals Obelix is Jerom heel sterk.
- Op strook 175 is Professor Gobelijn, uit de stripreeks van Jommeke, verkleed als een Galliër.